# Ekven
Ekven est un site archéologique situé en Russie à l'extrême est de la Sibérie dans le district autonome de Tchoukotka. Le site est situé à 30 km du village de Ouelen.  Il s'agit d'un ancien cimetière tchoukche datant d'il y a 2 000 ans à l'époque de l'Ancienne culture de la mer de Béring (ou Ancienne Culture de la Baleine).  
Une trouvaille remarquable a été faite par D.A. Sergueïev et S.A. Aroutiounov.  Ils ont découvert la Tombe 154. Il s'agit d'une tombe en bois, pierres et os de baleine. La tombe contenait la dépouille d'une vieille femme avec un masque en bois.
Après reconstitution de la sépulture il fut établi que la tombe représentait l'intérieur d'une baleine.
Ekven est un des sites archéologiques les plus importants de la région avec le site d'Ipiutak. Les découvertes qui y ont été faites ont apporté une vision plus précise de l'Ancienne Culture de la mer de Béring.  Ainsi plusieurs tombes de femmes chamanes y ont été découvertes. Ces femmes avaient un rôle spirituel important dans ces régions du Nord.
Des fouilles sont toujours en cours à Ekven qui compte environ 100 tombes. Ces fouilles sont menées notamment par Mikhael Bronstein.